# Phlebotomus newsteadi
Phlebotomus newsteadi är en tvåvingeart som beskrevs av John Alexander Sinton 1926. Phlebotomus newsteadi ingår i släktet Phlebotomus och familjen fjärilsmyggor. Inga underarter finns listade i Catalogue of Life.